# Derwentia arenaria
Derwentia arenaria là một loài thực vật có hoa trong họ Mã đề. Loài này được (A.Cunn. ex Benth.) B.G.Briggs & Ehrend. mô tả khoa học đầu tiên năm 1992.